# Scurelle
Scurelle ist eine nordostitalienische Gemeinde (comune) mit 1361 Einwohnern (Stand 31. Dezember 2023) im Trentino in der Region Trentino-Südtirol. Die Gemeinde liegt etwa 30 Kilometer östlich von Trient am Muso di Calamento und gehört zur Talgemeinschaft Comunità Valsugana e Tesino.

## Städtepartnerschaften
- Kennelbach, Österreich